# آدم بيلي
آدم بيلي (بالإنجليزية: Adam Bailey)‏ هو لاعب كرة قدم بريطاني، ولد في 13 يناير 1989.